# Jamesonia canescens
Jamesonia canescens är en kantbräkenväxtart som först beskrevs av Kl., och fick sitt nu gällande namn av Kze. Jamesonia canescens ingår i släktet Jamesonia och familjen Pteridaceae. Inga underarter finns listade.